# Hadžimejlić
Hadžimejlić je bošnjačko prezime, podrijetlom iz Središnje Bosne. Obitelj s najdužom derviškom tradicijom u Bosni i Hercegovini.

## Osobe s prezimenomHadžimejlić
- Muhamed Mejlija (? – 1854.), šejh nakšibendijskog tarikata
- Hasan Hadžimejlić (? – 1899.), šejh nakšibendijskog tarikata
- Refik Hadžimejlić (1896. – 1969.), šejh nakšibendijskog tarikata
- Musa Kjazim Hadžimejlić (1888. – 1961.), šejh nakšibendijskog tarikata
- Sulhija Hadžimejlić (1906. – 1999), šejh nakšibendijskog tarikata
- Mehemed Hadžimejlić (1916. – 1999.), šejh nakšibendijskog tarikata
- Behauddin Hadžimejlić (1920. – 1996.), šejh-ul-mešaih (1990. – 1996.), šejh nakšibendijskog, rifaijskog i kadirijskog tarikata
- Salem Hadžimejlić (1929. – 1990.), šejh nakšibendijskog tarikata
- Mesud Hadžimejlić (1937. – 2009.), šejh-ul-mešaih (1997. – 2009.), šejh nakšibendijskog, rifaijskog i mevlevijskog tarikata
- Sirrija Hadžimejlić (1942. – 2021.), šejh-ul-mešaih (2009. – 2021.), šejh nakšibendijskog tarikata
- Ćazim Hadžimejlić (r. 1964.), šejh-ul-mešaih (2021. –), šejh nakšibendijskog, halvetijsko-šabanijskog, kadirijskog, rifaijskog i mevlevijskog tarikata